# Buré
Buré (by.ʁeⓘ) es una población y comuna francesa, situada en la región de Baja Normandía, departamento de Orne, en el distrito de Mortagne-au-Perche y cantón de Bazoches-sur-Hoëne.

## Demografía
| 140 | 123 | 88 | 72 | 94 | 100 | 115 |
| Para los censos de 1962 a 1999 la población legal corresponde a la población sin duplicidades (Fuente: INSEE [Consultar]) |     |    |    |    |     |     |

## Personajes vinculados
- Henri Fantin-Latour, pintor.